# Ster ZLM Toer 2017
Die 31. Ster ZLM Toer 2017 war ein Straßenradrennen in den Niederlanden und in Belgien. Das Etappenrennen fand vom 14. bis zum 18. Juni 2017 statt. Zudem gehörte das Radrennen zur UCI Europe Tour 2017 und war dort in der Kategorie 2.1 eingestuft.
Den Prolog um Westkapelle gewann der Slowene Primož Roglič vom Team Lotto NL-Jumbo. Die erste Etappe gewann der Niederländer Dylan Groenewegen, Teamkollege von Roglic, im Massensprint. Tagessieger am dritten Etappetag wurde ebenfalls wieder Groenewegen und wieder siegte er im Massensprint. Die vierte Etappe gewann im Solo quer durch die Ardennen der Portugiese José Gonçalves vom Team Katusha Alpecin. Er verteidigte das Führungstrikot auch auf der letzten Etappe und holte sich damit den Gesamtsieg. Die fünfte Etappe entschied der Deutsche Marcel Kittel von Quick-Step Floors im Massensprint.

## Teilnehmende Mannschaften
| UCI WorldTeams Team Lotto NL-Jumbo Lotto Soudal                                             | Team Sunweb Team Katusha Alpecin                 | Quick-Step Floors                              |
| UCI Professional Continental Teams Roompot-Nederlandse Loterij WB Veranclassic Aqua Protect | Sport Vlaanderen-Baloise Vérandas Willems-Crelan | Wanty-Groupe Gobert Cofidis, Solutions Crédits |
| UCI Continental Teams Destil-Jo Piels Cycling Team Telenet Fidea Lions                      | Metec-TKH CCT p/b Mantel Baby Dump Cyclingteam   | Monkey Town Continental Team                   |

## Wertungen im Tourverlauf
| Etappe         | Etappensieger     | Gesamtwertung  | Punktewertung     | Bergwertung    | Sprintwertung  | Teamwertung       |
| -------------- | ----------------- | -------------- | ----------------- | -------------- | -------------- | ----------------- |
| 1              | Primož Roglič     | Primož Roglič  | Primož Roglič     | nicht vergeben | nicht vergeben | Quick-Step Floors |
| 2              | Dylan Groenewegen | Primož Roglič  | Primož Roglič     | nicht vergeben | Rick Ottema    | Quick-Step Floors |
| 3              | Dylan Groenewegen | Primož Roglič  | Dylan Groenewegen | Piet Allegaert | Joey van Rhee  | Quick-Step Floors |
| 4              | José Gonçalves    | José Gonçalves | Dylan Groenewegen | Daan Soete     | Joey van Rhee  | Quick-Step Floors |
| 5              | Marcel Kittel     | José Gonçalves | Dylan Groenewegen | Daan Soete     | Joey van Rhee  | Quick-Step Floors |
| Wertungssieger | Wertungssieger    | José Gonçalves | Dylan Groenewegen | Daan Soete     | Joey van Rhee  | Quick-Step Floors |